# Nuoto ai campionati mondiali di nuoto 2009 - 200 metri dorso femminili
La specialità dei 200 metri dorso femminili ai campionati mondiali di nuoto 2009 si è svolta al complesso natatorio del Foro Italico di Roma, in Italia.
Le qualificazioni per la semifinale si sono svolte la mattina del 31 luglio 2009, mentre la semifinale si è svolta la sera dello stesso giorno. La finale si è svolta la sera del 1º agosto 2009.

## Medaglie
| Posizione | Atleta           | Paese       |
| --------- | ---------------- | ----------- |
|           | Kirsty Coventry  | Zimbabwe    |
|           | Anastasia Zueva  | Russia      |
|           | Elizabeth Beisel | Stati Uniti |

## Record
Il record del mondo (WR) e il record dei campionati (CR) sono i seguenti.
|  | 2'05"24 | Kirsty Coventry Zimbabwe     | 16 agosto 2008 Pechino, Cina       |
|  | 2'07"16 | Margaret Hoelzer Stati Uniti | 31 marzo 2007 Melbourne, Australia |

Durante l'evento sono stati migliorati i seguenti record:
| Data      | Evento        | Atleta          | Nazione  | Tempo   | Record |
| --------- | ------------- | --------------- | -------- | ------- | ------ |
| 31 luglio | 6ª batteria   | Kirsty Coventry | Zimbabwe | 2'06"72 |        |
| 31 luglio | 2ª semifinale | Kirsty Coventry | Zimbabwe | 2'05"86 |        |
| 1º agosto | Finale        | Kirsty Coventry | Zimbabwe | 2'04"81 |        |

## Risultati batterie
| Pos. | Atleta                     | Nazionalità   | Tempo   | Batteria | Corsia | Note |
| ---- | -------------------------- | ------------- | ------- | -------- | ------ | ---- |
| 1    | Kirsty Coventry            | Zimbabwe      | 2:06.72 | 6        | 4      | CR   |
| 2    | Gemma Spofforth            | Regno Unito   | 2:07.69 | 7        | 5      |      |
| 3    | Elizabeth Beisel           | Stati Uniti   | 2:07.98 | 7        | 4      |      |
| 4    | Belinda Hocking            | Australia     | 2:08.07 | 6        | 3      |      |
| 5    | Anastasia Zueva            | Russia        | 2:08.11 | 5        | 5      |      |
| 6    | Alexianne Castel           | Francia       | 2:08.96 | 5        | 4      |      |
| 7    | Elizabeth Pelton           | Stati Uniti   | 2:09.12 | 7        | 6      |      |
| 8    | Alicja Tchórz              | Polonia       | 2:09.74 | 7        | 7      |      |
| 9    | Lauren Lavigna             | Canada        | 2:10.03 | 7        | 8      | NR   |
| 10   | Tomoyo Fukuda              | Giappone      | 2:10.15 | 5        | 6      |      |
| 11   | Pernille Jessing Larsen    | Danimarca     | 2:10.27 | 5        | 2      |      |
| 12   | Elizabeth Simmonds         | Regno Unito   | 2:10.31 | 5        | 3      |      |
| 13   | Daryna Zevina              | Ucraina       | 2:10.41 | 6        | 0      |      |
| 14   | Aya Terakawa               | Giappone      | 2:10.90 | 6        | 6      |      |
| 15   | Simona Baumrtova           | Rep. Ceca     | 2:11.08 | 5        | 7      |      |
| 16   | Sophie Edington            | Australia     | 2:11.53 | 6        | 7      |      |
| 17   | Zsuzsanna Jakabos          | Ungheria      | 2:11.75 | 6        | 9      |      |
| 18   | Anqi Bai                   | Cina          | 2:12.26 | 6        | 2      |      |
| 19   | Kseniya Grygorenko         | Ucraina       | 2:12.40 | 5        | 9      |      |
| 20   | Maria Gonzalez             | Messico       | 2:12.68 | 5        | 8      |      |
| 21   | Barbara Jardin             | Canada        | 2:13.02 | 7        | 1      |      |
| 22   | Melanie Nocher             | Irlanda       | 2:13.04 | 4        | 3      |      |
| 23   | Klaudia Nazieblo           | Polonia       | 2:13.42 | 5        | 1      |      |
| 24   | Valentina Lucconi          | Italia        | 2:14.21 | 6        | 8      |      |
| 25   | Dina Hegazy                | Egitto        | 2:14.76 | 6        | 1      |      |
| 26   | Cloe Credeville            | Francia       | 2:15.36 | 7        | 2      |      |
| 27   | Lourdes Villasenor         | Messico       | 2:15.52 | 4        | 2      |      |
| 28   | Anna Volchkov              | Israele       | 2:15.61 | 3        | 4      |      |
| 29   | Jing Zhao                  | Cina          | 2:15.67 | 6        | 5      |      |
| 30   | Yin Yan Claudia Lau        | Hong Kong     | 2:15.68 | 4        | 9      |      |
| 31   | Lenka Jarosova             | Rep. Ceca     | 2:15.79 | 4        | 4      |      |
| 32   | Jessica Pengelly           | Sudafrica     | 2:16.06 | 5        | 0      |      |
| 33   | Yeong Seo Kang             | Corea del Sud | 2:16.59 | 4        | 5      |      |
| 34   | Martina Van Berkel         | Svizzera      | 2:17.05 | 7        | 9      |      |
| 35   | Kiera Aitken               | Bermuda       | 2:17.49 | 4        | 0      |      |
| 36   | Ekaterina Avramova         | Bulgaria      | 2:17.61 | 4        | 1      |      |
| 37   | Anna-Liisa Pold            | Estonia       | 2:17.82 | 4        | 7      |      |
| 38   | Nicole Marmol              | Ecuador       | 2:18.03 | 3        | 6      |      |
| 39   | Nina Rangelova             | Bulgaria      | 2:18.47 | 1        | 0      |      |
| 40   | Anastasiya Prilepa         | Kazakistan    | 2:18.51 | 3        | 8      |      |
| 41   | Yekaterina Rudenko         | Kazakistan    | 2:19.04 | 3        | 3      |      |
| 41   | Dana Gales                 | Lussemburgo   | 2:19.04 | 3        | 0      |      |
| 43   | Ting Chen                  | Taipei cinese | 2:19.08 | 4        | 8      |      |
| 44   | Elimar Barrios             | Venezuela     | 2:19.40 | 2        | 5      |      |
| 45   | Erika Layne Stewardt       | Colombia      | 2:19.48 | 3        | 9      |      |
| 46   | Katlin Sepp                | Estonia       | 2:19.65 | 3        | 1      |      |
| 47   | Sarah Rolko                | Lussemburgo   | 2:19.71 | 4        | 6      |      |
| 48   | Ramirez Monica             | Andorra       | 2:20.39 | 2        | 7      |      |
| 49   | Diana Chang                | Ecuador       | 2:20.41 | 2        | 2      |      |
| 50   | Juanita Barreto Barreto    | Colombia      | 2:20.70 | 3        | 2      |      |
| 51   | Aleksandra Kovaleva        | Bielorussia   | 2:21.67 | 3        | 5      |      |
| 52   | Maria Virginia Baez Franco | Paraguay      | 2:22.45 | 2        | 3      |      |
| 53   | Shana Jia Yi Lim           | Singapore     | 2:22.65 | 3        | 7      |      |
| 54   | Kirsten Lapham             | Zimbabwe      | 2:23.60 | 2        | 6      |      |
| 55   | Rebecca Sharpe             | Bermuda       | 2:28.90 | 2        | 4      |      |
| 56   | Karen Vilorio              | Honduras      | 2:29.28 | 1        | 5      |      |
| 57   | Mariana Zaballa            | Bolivia       | 2:29.80 | 2        | 9      |      |
| 58   | Man Wai Fong               | Macao         | 2:32.06 | 2        | 8      |      |
| 59   | Sophia Noel                | Grenada       | 2:33.66 | 1        | 6      |      |
| 60   | Ayesha Noel                | Grenada       | 2:35.49 | 1        | 3      |      |
| 61   | Nicol Cremona              | Malta         | 2:35.69 | 2        | 1      |      |
| 62   | Lok In Che                 | Macao         | 2:36.66 | 2        | 0      |      |
| 63   | Birita Debes               | Fær Øer       | 2:36.89 | 1        | 2      |      |
| 64   | Danielle Bernadine Findlay | Zambia        | 2:42.73 | 1        | 1      |      |
| 65   | Ruth Carvalho              | Angola        | 2:44.91 | 1        | 7      |      |
| 66   | Mahnoor Maqsood            | Pakistan      | 3:01.14 | 1        | 8      |      |

## Risultati semifinale
| Pos. | Atleta                  | Nazionalità | Batteria | Corsia | Tempo   | Note |
| ---- | ----------------------- | ----------- | -------- | ------ | ------- | ---- |
| 1    | Kirsty Coventry         | Zimbabwe    | 2        | 4      | 2:05.86 | CR   |
| 2    | Anastasia Zueva         | Russia      | 2        | 3      | 2:07.00 |      |
| 3    | Elizabeth Simmonds      | Regno Unito | 1        | 7      | 2:07.21 |      |
| 4    | Elizabeth Beisel        | Stati Uniti | 2        | 5      | 2:07.48 |      |
| 5    | Gemma Spofforth         | Regno Unito | 1        | 4      | 2:07.64 |      |
| 6    | Aya Terakawa            | Giappone    | 1        | 1      | 2:08.49 |      |
| 7    | Alexianne Castel        | Francia     | 1        | 3      | 2:08.77 |      |
| 8    | Elizabeth Pelton        | Stati Uniti | 2        | 6      | 2:09.57 |      |
| 9    | Belinda Hocking         | Australia   | 1        | 5      | 2:09.77 |      |
| 10   | Tomoyo Fukuda           | Giappone    | 1        | 2      | 2:10.09 |      |
| 11   | Pernille Jessing Larsen | Danimarca   | 2        | 7      | 2:10.35 |      |
| 12   | Lauren Lavigna          | Canada      | 2        | 2      | 2:10.54 |      |
| 13   | Sophie Edington         | Australia   | 1        | 8      | 2:10.57 |      |
| 14   | Daryna Zevina           | Ucraina     | 2        | 1      | 2:10.58 |      |
| 15   | Simona Baumrtova        | Rep. Ceca   | 2        | 8      | 2:10.79 |      |
| 16   | Alicja Tchórz           | Polonia     | 1        | 6      | 2:11.06 |      |

## Risultati finale
| Pos. | Atleta             | Nazionalità | Corsia | Tempo   | Note |
| ---- | ------------------ | ----------- | ------ | ------- | ---- |
|      | Kirsty Coventry    | Zimbabwe    | 4      | 2:04.81 | WR   |
|      | Anastasia Zueva    | Russia      | 5      | 2:04.94 | ER   |
|      | Elizabeth Beisel   | Stati Uniti | 6      | 2:06.39 |      |
| 4    | Gemma Spofforth    | Regno Unito | 2      | 2:06.66 | NR   |
| 5    | Elizabeth Simmonds | Regno Unito | 3      | 2:07.98 |      |
| 6    | Elizabeth Pelton   | Stati Uniti | 8      | 2:08.04 |      |
| 7    | Alexianne Castel   | Francia     | 1      | 2:08.13 |      |
| 8    | Aya Terakawa       | Giappone    | 7      | 2:08.89 |      |